# Vinodol
Vinodol est un village de Slovaquie situé dans la région de Nitra.

## Histoire
Première mention écrite du village en 1113.

## Démographie

### Évolution de la population
| Année:               | 1994. | 2004.   | 2014.   | 2024.   |
| -------------------- | ----- | ------- | ------- | ------- |
| Nombre de personnes: | 1729  | 1891    | 1983    | 2034    |
| Différence:          |       | +9,36 % | +4,86 % | +2,57 % |

| Année:               | 2023. | 2024.   |
| -------------------- | ----- | ------- |
| Nombre de personnes: | 2046  | 2034    |
| Différence:          |       | -0,58 % |